# Cydia medicaginis
The Alfalfa moth (Cydia medicaginis) là một loài bướm đêm thuộc họ Tortricidae. Nó được tìm thấy ở miền bắc và central châu Âu (Đảo Anh, Latvia, Phần Lan, Thụy Điển, Đan Mạch, Đức, Pháp, Ba Lan, România), Transcaucasus, Kazakhstan và from miền tây Nga to miền nam Siberia.
Sải cánh dài 9–12 mm. Con trưởng thành bay từ đầu tháng 6 đến đầu tháng 8. Có một lứa một năm.
Ấu trùng ăn Medicago, Genista, Ulex, Sarothammus, Cytisus và Lotus species. It is considered a pest of lucerne và other Leguminosae. Ấu trùng ăn the seeds of the host plant.